# Staldenried
Staldenried is een gemeente en plaats in het Zwitserse kanton Wallis, en maakt deel uit van het district Visp.
Staldenried telt 553 inwoners.